# Щ-324
«Щ-324» — советская дизель-электрическая торпедная подводная лодка времён Второй мировой войны, принадлежит к серии X проекта Щ — «Щука». Находилась в составе Балтийского флота.

## История корабля
Заложена 31 декабря 1934 года на Горьковском судостроительном заводе № 112 «Красное Сормово» под строительным номером 550/8, спущена на воду 10 апреля 1935 года, после чего была переведена в Ленинград для достройки. 31 октября 1936 года вступила в строй, 4 ноября вошла в состав Балтийского флота.
В результате навигационной аварии лодка села на мель в Таллинском заливе в октябре 1939 года, 28 октября того же года снята с мели спасательным судном «Коммуна», экипаж которого к 3 ноября сумел заделать повреждения её корпуса

### Служба

#### Советско-финская война
Входила в 7-й дивизион 2-й бригады подводных лодок с базой в Таллине. Накануне начала войны находилась в дозоре, 29 ноября 1939 года была отозвана на базу. 4 декабря вышла на позицию № 8 к острову Логшер. 5 декабря обнаружила финскую подводную лодку «Ветехинен», но командир воздержался от атаки, полагая, что это может быть подводная лодка «С-1». 9 декабря снова обнаружила «Ветехинен», в этот раз надёжно опознав. Атака сорвалась из-за ошибки торпедистов, заполнивших кольцевой зазор не из цистерны, а забортной водой. Последовавшие четыре дня дежурства у шхерного фарватера, в который вошла подводная лодка противника, ни к чему не привели. 17 декабря преследовала финский ледокол, затем безуспешно атаковала торпедами 2 транспорта.
31 декабря 1939 года отправилась в поход на позицию № 10. При форсировании пролива Южный Кваркен обнаруживала корабли противника, но не атаковала, так как командир посчитал их имеющими слишком малую осадку. 2 января 1940 года лодка пришла на позицию и приступила к патрулированию. 13 января атаковала конвой (три транспорта, тральщик, катер-охотник), по которому совершена безрезультатная торпедная атака (2 торпеды, командир объяснил промахи дефектом торпед). После выхода торпед из аппаратов лодку выбросило на поверхность и её преследовал катер-охотник, сбросивший рядом с лодкой 6 глубинных бомб. Охранявшая конвой бывшая яхта финского президента «Аура II» контратаковала лодку, при этом одна из её глубинных бомб взорвалась прямо в бомбомёте. Взрывом яхте разрушило корму и она затонула вместе с командиром и 25 моряками. На находившейся под яхтой «Щ-324» от взрыва разбилось несколько лампочек.
Последующую часть похода провела в борьбе со льдом и штормовым морем, пока 19 января не был получен приказ на возвращение. Чтобы не проламывать сплошной лёд, ушла с позиции в подводном положении, при этом не имея никаких инструментов для подлёдной ориентации. Всего было пройдено подо льдом 31,4 мили с одним промежуточным успешным всплытием. 21 января прибыла в Таллин и стала в ремонт. Командир корабля, А. М. Коняев, был удостоен звания Герой Советского Союза, а «Щ-324» была награждена орденом Красного Знамени.

#### Великая Отечественная война
Начало Великой Отечественной войны встретила в Таллине в послеремонтном организационном периоде. 24 июля вышла в поход, трижды встречала транспорты, но во всех случаях не смогла занять позицию для атаки. 12 августа возвратилась в Таллин, с сентября — встала в ремонт.
2 ноября вышла из Кронштадта в боевой поход к устью Финского залива и далее в район Мемель-Виндава. 5 ноября 1941 года командир Г. И. Тархнишвили сообщил о форсировании Финского залива. После этого сообщений лодка не отправляла, на базу не вернулась. Остов корабля был обнаружен финской экспедицией в 2015 году, предполагаемая причина гибели — подрыв на мине, так как позиция находилась в пределах немецкого минного заграждения «Апольда», выставленного в районе острова Бенгтскар в сторону эстонского побережья и остов находился на северной кромке этого заграждения.

### Обнаружение
Найдена в Финском заливе в октябре 2015. Версия подрыва на мине заграждения «Апольда» подтвердилась. Лодка лежит на дне на глубине 59-60 метров, с дифферентом на нос примерно 15 градусов на ровном киле (расстояние от винтов до грунта — около 1,5 метров). Носовая часть полностью разрушена (вывернута «наизнанку») до уровня переднего орудия. Командирский перископ в походном положении, задний (зенитный) — поднят и ориентирован в сторону ближайшего острова. Наиболее вероятно, что лодка пеленговалась по маяку, находясь на перископной глубине, и в этот момент подорвалась носовой частью на мине «Апольды», отчего также детонировали торпеды носовых ТА.

### Командиры
- октябрь 1936 — октябрь 1937 — Тихон Клементьевич Баранок
- декабрь 1937 — июль 1940 — капитан 3 ранга Анатолий Михайлович Коняев
- июль 1940 — ноябрь 1941 — Георгий Иорамович Тархнишвили